# Aethecerus pinifolii
Aethecerus pinifolii là một loài tò vò trong họ Ichneumonidae.